# Ferenc Szobota
Ferenc Szobota także František Szobota (ur. 30 sierpnia 1891 w Koszycach, zm. 10 stycznia 1939 w Lewoczy) – słowacki lekkoatleta startujący w barwach węgierskich, specjalizujący się w biegach sprinterskich, uczestnik igrzysk Olimpijskich.
Szobota reprezentował Królestwo Węgier podczas V Letnich Igrzyskach Olimpijskich w 1912 roku w Sztokholmie, gdzie wystartował w dwóch konkurencjach. W biegu na 100 metrów Szobota wystartował w ostatnim, siedemnastym biegu eliminacyjnym. Zajął w nim z nieznanym czasem drugie miejsce i awansował do rundy półfinałowej. W czwartym biegu półfinałowym został sklasyfikowany na miejscach 3-6 i odpadł z dalszej rywalizacji. W sztafecie 4 × 100 metrów Szobota biegł na pierwszej zmianie. W biegach eliminacyjnych Węgrzy pokonali ekipę francuską z czasem 43,7, lecz w półfinale, mimo lepszego czasu (42,9 sekundy) ulegli ekipie gospodarzy i odpadli z dalszej rywalizacji.
Reprezentował barwy koszyckiego klubu Kassai AC.

## Rekordy życiowe
- bieg na 100 metrów – 10,9 (1911)